# Koljaku
Koordinaten: 59° 34′ N, 25° 59′ O
Koljaku ist ein Dorf (estnisch küla) in der Landgemeinde Haljala (Vihula vald) im estnischen Landkreis Lääne-Viru. Bis zur Kommunalreform von 2017 gehörte Koljaku zur Landgemeinde Vihula.
Das Dorf hat 46 Einwohner (Stand 2006). Es liegt unweit des Ostsee-Badeortes Võsu. Koljaku ist Teil des Nationalparks Lahemaa (Lahemaa rahvuspark).
Der 1915 angelegte Friedhof des Bauernhofs Lemmuselja ist seit 1999 als historisches Denkmal anerkannt.
In Koljaku befindet sich ein 80 Meter hoher UKW-Sendemast zur Ausstrahlung von Radioprogrammen.